# Portsmouth Naval Shipyard
Portsmouth Naval Shipyard (PNS) – amerykańska stocznia okrętowa, należąca do marynarki wojennej Stanów Zjednoczonych. Powstała w 1800 roku stocznia specjalizuje się w remontach i przebudowie okrętów US Navy. PNS jest najstarszą nieprzerwanie działającą stocznią marynarki. W przeszłości w stoczni  również budowano okręty, przede wszystkim okręty podwodne. Do najbardziej znanych konstrukcji tej stoczni należą: przełomowy ze względów konstrukcyjnych okręt eksperymentalny "Albacore" (AGSS-569) oraz "Thresher" (SSN-593) - z napędem atomowym, typu Thresher/Permit.
Wbrew nazwie, stocznia została ulokowana nie w mieście Portsmouth w stanie New Hampshire, ale na sąsiadujących z nim wyspach należących do miasta Kittery w stanie Maine, obecnie stanowiących jedną wyspę Seavey's Island.